# M/Y Hjorten
M/Y Hjorten är en svensk motoryacht, som byggdes 1939 av Sverres varv i Göteborg. Hon ritades av Knud H. Reimers för fabrikören Bror Nilsson i Rydboholm. Hon byggdes med hänsyn tagen till militära synpunkter och inrangerades under andra världskriget i Marinens Motorbåtsflottiljen. Båten är förstärkt för att kunna bära två 20 millimeters luftvärnskanoner,